# Martensøya
Martensøya est une île de Norvège située dans l'Océan Arctique, tout au nord du Svalbard.
Les Sjuøyane ainsi que ses eaux environnantes sont incluses dans la réserve naturelle de Nordaust-Svalbard.